# Вулиця Сагайдачного (Львів)
Вулиця Сагайдачного — вулиця у Личаківському районі міста Львова, у місцевості Личаків. Починається від вулиці Ріпина та прямує у напрямку вулиці Воробкевича, утворюючи перехрестя з вулицею Круп'ярською.

## Історія та назва
На початку XX століття вулиця Сагайдачного була частиною вулиці Ґенінґа, названу на честь польського військовика, учасника січневого повстання 1863 року генерала Міхала-Яна де Ґеннінґа фон Ґейденрейха. У 1933 році виділена в окрему вулицю Сагайдачного, названу на честь українського полководця, політичного діяча, гетьмана реєстрового козацтва, кошового отамана Запорізької Січі Петра Конашевича-Сагайдачного.

## Забудова
Вулиця Сагайдачного має здебільшого двоповерхову житлову забудову 1930-х років у стилі конструктивізму. 

### Будівлі
№ 21 — дошкільний навчальний заклад ясла-садок № 132 «Казка» створений на підставі рішення Львівської міської ради народних депутатів від 31 грудня 1969 року. Заклад розрахований на 120 місць. Нині в садочку виховується 204 дитини у шістьох різновікових групах загального розвитку.

## Відомі мешканці
- Попович Богдан Васильович (1930-2012) — український скульптор. Викладач скульптури й рисунку кафедри дизайну та основ архітектури Національного університету «Львівська політехніка». Член Національної спілки художників України[9].